# Eyburie
Eyburie é uma comuna francesa na região administrativa da Nova Aquitânia, no departamento de Corrèze. Estende-se por uma área de 29,14 km². Em 2010 a comuna tinha 505 habitantes (densidade: 17,3 hab./km²).